# Listă de comitate din statul New York

Hartă a statului New York indicând cele 62 de comitate ale statului.

Această pagină este o listă a celor 62 de comitate ale statului New York.
| Coumitatul    | Populația 1 iulie 2007 | Sediul        | Populația 1 iulie 2007 |
| ------------- | ---------------------- | ------------- | ---------------------- |
| Albany        | 299.307                | Albany        | 94.172                 |
| Allegany      | 49.637                 | Belmont       | 886                    |
| Bronx         | 1.373.659              | New York      | 8.274.527              |
| Broome        | 195.973                | Binghamton    | 45.020                 |
| Brooklyn      | 2.528.050              | New York      | 8.274.527              |
| Cattaraugus   | 80.087                 | Little Valley | 1054                   |
| Cayuga        | 80.066                 | Auburn        | 27.317                 |
| Chautauqua    | 133.945                | Mayville      | 1689                   |
| Chemung       | 88.015                 | Elmira        | 29.437                 |
| Chenango      | 51.207                 | Norwich       | 7056                   |
| Clinton       | 82.215                 | Plattsburgh   | 19.444                 |
| Columbia      | 62.363                 | Hudson        | 6864                   |
| Cortland      | 48.369                 | Cortland      | 18.382                 |
| Delaware      | 46.286                 | Delhi         | 2716                   |
| Dutchess      | 292.746                | Poughkeepsie  | 29.633                 |
| Erie          | 913.338                | Buffalo       | 272.632                |
| Essex         | 38.119                 | Elizabethtown |                        |
| Franklin      | 50.449                 | Malone        | 5813                   |
| Fulton        | 55.114                 | Johnstown     | 8446                   |
| Genesee       | 58.122                 | Batavia       | 15.271                 |
| Greene        | 49.246                 | Catskill      | 4258                   |
| Hamilton      | 5075                   | Lake Pleasant |                        |
| Herkimer      | 62.558                 | Herkimer      | 7028                   |
| Jefferson     | 117.201                | Watertown     | 27.443                 |
| Lewis         | 26.472                 | Lowville      | 3215                   |
| Livingston    | 63.196                 | Geneseo       | 7660                   |
| Madison       | 69.829                 | Wampsville    | 569                    |
| Monroe        | 729.681                | Rochester     | 206.759                |
| Montgomery    | 48.695                 | Fonda         | 770                    |
| Nassau        | 1.306.533              | Mineola       | 18.478                 |
| Manhattan     | 1.620.867              | New York      | 8.274.527              |
| Niagara       | 214.845                | Lockport      | 20.770                 |
| Oneida        | 232.304                | Utica         | 58.475                 |
| Onondaga      | 454.010                | Syracuse      | 139.079                |
| Ontario       | 103.956                | Canandaigua   | 11.185                 |
| Orange        | 377.169                | Goshen        | 5549                   |
| Orleans       | 42.371                 | Albion        | 5596                   |
| Oswego        | 121.454                | Oswego        | 17.389                 |
| Otsego        | 62.397                 | Cooperstown   | 1912                   |
| Putnam        | 99.489                 | Carmel        |                        |
| Queens        | 2.270.338              | New York      | 8.274.527              |
| Rensselaer    | 155.318                | Troy          | 47.744                 |
| Rockland      | 296.483                | New City      |                        |
| Staten Island | 481.613                | New York      | 8.274.527              |
| Saratoga      | 215.852                | Ballston Spa  | 5486                   |
| Schenectady   | 150.818                | Schenectady   | 61.531                 |
| Schoharie     | 32.063                 | Schoharie     | 999                    |
| Schuyler      | 19.027                 | Watkins Glen  | 2045                   |
| Seneca        | 34.228                 | Ovid Waterloo | 596 5037               |
| St. Lawrence  | 109.809                | Canton        | 6056                   |
| Steuben       | 96.874                 | Bath          | 5451                   |
| Suffolk       | 1.453.229              | Riverhead     |                        |
| Sullivan      | 76.303                 | Monticello    | 6545                   |
| Tioga         | 50.453                 | Owego         | 3700                   |
| Tompkins      | 101.055                | Ithaca        | 29.974                 |
| Ulster        | 181.860                | Kingston      | 22.620                 |
| Warren        | 66.143                 | Queensbury    |                        |
| Washington    | 62.743                 | Fort Edward   | 3035                   |
| Wayne         | 91.291                 | Lyons         | 3425                   |
| Westchester   | 951.325                | White Plains  | 57.398                 |
| Wyoming       | 41.932                 | Warsaw        | 3651                   |
| Yates         | 24.557                 | Penn Yan      | 5156                   |

1. ↑  U.S. Census Bureau: Annual Estimates of the Population for Counties: 1 aprilie 2000 to 1 iulie 2007
2. ↑  U.S. Census Bureau: Population Estimates for All Places: 2000 to 2007